# Ishidatrechus
Ishidatrechus is een geslacht van kevers uit de familie van de loopkevers (Carabidae). De wetenschappelijke naam van het geslacht is voor het eerst geldig gepubliceerd in 1956 door Ueno.

## Soorten
Het geslacht Ishidatrechus omvat de volgende soorten:
- Ishidatrechus jianensis Li et Chea, 1990
- Ishidatrechus nitidus Ueno, 1956